# NAUGHTY BOY
『NAUGHTY BOY』（ノーティボーイ）は、1986年に発表されたRCサクセションのEP。

## 解説
1985年発表のアルバム『ハートのエース』収録2曲のリミックス・バージョンと新録音の2曲を収録。ミキシングはイギリスのユートピア・スタジオにてティム・パーマーによって行われた。
タイトル『NAUGHTY BOY』はレコーディングの際、外国人スタッフから忌野清志郎がニックネームでそう呼ばれたことに由来する。
本作の経験により以降のRCサクセション及び忌野のレコーディング・エンジニアは海外ミキサーに依頼することになり、当時忌野は「ミキサーはガイジンに限る」と発言。バラード集となった本作の発表理由について「女受けすると思ったから」と答えている。
収録曲は個別にはCD化されているが、アルバムとしては2024年現在未CD化。

## 収録曲
SIDE A 	
1. マリコ
作詞・作曲：忌野清志郎
1970年代、3人編成で活動していた頃からのナンバー。
2005年の編集盤『GREATFUL DAYS』で初CD化。(後に『Rock'n' Roll～Beat, Groove and Alternate～』にも収録）
2. 海辺のワインディング・ロード（UTOPIA RE-MIX VERSION）
作詞・作曲：忌野清志郎
1990年の編集盤『Best of The Rc Succession 1981-1990』で初CD化。

SIDE B
1. サマー・ロマンス
作詞・作曲：忌野清志郎・Gee2wo
2024年の編集盤『Rock'n' Roll～Beat, Groove and Alternate～』で初CD化。
2. 山のふもとで犬と暮らしている（UTOPIA RE-MIX VERSION）
作詞・作曲：忌野清志郎
1987年の編集盤『ニュー・ベストナウ』で初CD化。（後に『Best of The Rc Succession 1981-1990』にも収録）